# Język barakai
Język barakai (a. workai) – język austronezyjski używany w prowincji Moluki w Indonezji, na wyspach Barakai i Gomo-Gomo w grupie wysp Aru. Według danych z 2011 roku posługuje się nim 4450 osób.
Dzieli się na dwa dialekty (dialekt wsi Mesiang oraz dialekt wsi Gomo-Gomo, Bemun, Longgar i Apara).
Nie wykształcił piśmiennictwa.